# Matthias Pichler
Matthias Pichler (* 10. Mai 1981 in Rum (Tirol)) ist ein österreichischer Kontrabassist des Modern Jazz.

## Biografie
Matthias Pichler ist der Zwillingsbruder von Andreas Pichler. Im Alter von sechs Jahren erhielt er Trompetenunterricht. Seine Ausbildung am Kontrabass begann er im Alter von 15 Jahren am Tiroler Landeskonservatorium. Es folgte aa 2000 sein Jazzstudium an der Anton Bruckner Privatuniversität in Linz. Während mehrerer längerer Aufenthalte in New York nahm er Unterricht bei Bassisten wie John Patitucci, Larry Grenadier und Marc Johnson.
Pichler spielte Konzerte und internationale Tourneen mit Wolfgang Muthspiel (Glow), Harry Sokal, Maria Bill, Christof Dienz, XY-Band, GHO Orchestra, Jochen Rückert, Marc Copland, Mark Feldman, Louise Jensen, Dominykas Vysniauskas, Max von Mosch/Jonas Burgwinkel, Karl Ivar Refseth, Johannes Haage und vielen anderen Künstlern. Er ist seit 2020 außerdem Mitglied des Philipp Schiepek Quartetts (zusammen mit Jason Seizer und Fabian Arends). Zu hören ist er u. a. auch auf Kenny Warrens Album In the Heat (2020).

## Auszeichnungen
2004 erhielt er im Rahmen des Hans-Koller-Preises ein New York Stipendium und 2006 wurde er dort als „Sideman of the year“ ausgezeichnet. 2010 gewann er den Ersten Preis beim Internationalen Kontrabass Kongress „BASS2010“ in Berlin in der Kategorie Jazz. Im Duo mit seinem Bruder spielte er 2015 im Finale um den Neuen Deutschen Jazzpreis.

## Diskografie
- Christoph Pepe Auer Quartet: White Rain (2005)
- Thomas Rückert: Blue in Green (2007)
- Matthias Löscher: Thoughts & Ideas (2009)
- Bastian Stein’s Gravity Point: Grounded (2010)
- Werner Zangerle: Panto (2012)
- Andreas Matthias Pichler The Waltz of Our Hundred Kids. Mit Andreas Pichler. (Traumton Records; 2014)
- Jason Seizer: Cinema Paradiso. Mit Pablo Held, Fabian Arends (2014)
- Subtone Moose Blues. Mit Magnus Schriefl, Malte Dürrschnabel, Florian Höfner, Peter Gall (Laika; 2018)